# Ko Un

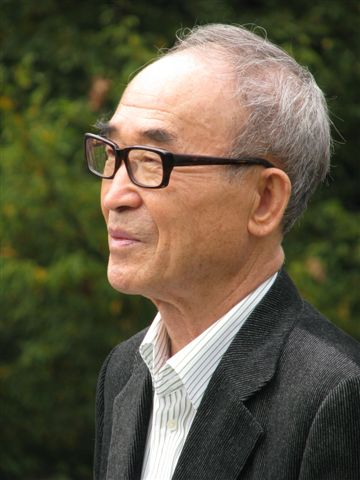
Ko Un – Kraków, 23 października 2009 r.

Ko Un (ur. 1 sierpnia 1933 w Gunsan w prowincji Chŏlla Północna), poeta południowokoreański.
Wczesną edukację odbywał w szkołach japońskich, jako ośmiolatek czytywał już klasyczne wiersze chińskie. Sam zaczął tworzyć w wieku lat dwunastu. Bardzo dużym przeżyciem był dla niego wybuch wojny koreańskiej, w której brał udział przymusowo wcielony do wojska w 1950. Śmierć wielu bliskich osób spowodowała załamanie nerwowe i, w konsekwencji, pierwszą próbę samobójstwa.
W 1952 został mnichem buddyjskim, kolejne dziesięć lat spędził uprawiając medytację zen i podróżując po całej Korei. W 1957 założył Gazetę Buddyjską i zaczął publikować wiersze i eseje. Awansował w hierarchii buddyjskiej, stając się członkiem jej władz centralnych.
W 1963 porzucił wspólnotę buddyjską, ogłaszając swój Manifest rezygnacji. Do roku 1963 mieszkał w prowincji Czedżu, studiując kulturę koreańską, potem przenosi się do Seulu. Jego twórczość z tego okresu zawiera wiele nihilistycznych manifestów, Ko Un przeszedł kolejne załamania psychiczne i po raz kolejny (w 1970) próbował popełnić samobójstwo.
Od 1973 zaczął angażować się w bieżącą działalność polityczną, protestował przeciw łamaniu praw człowieka przez władze, za co był kilkakrotnie skazywany i więziony (1974, 1979, 1980 i w 1989).
Po spędzeniu dwóch lat w więzieniu w 1982 przeniósł się wraz z żoną na wieś Ansong w pobliżu Seulu.
Jego dorobek literacki składa się z ponad 130 książek. Jest laureatem licznych nagród, m.in. Koreańskiej Nagrody Literackiej (1974 i 1987). Jego książki przetłumaczono na większość europejskich języków, a także na chiński i japoński. Jego twórczość na język polski tłumaczyli: Mieczysław Godyń, Adam Szostkiewicz i Agnieszka Żuławska-Umeda.
Odwiedził Polskę dwukrotnie – w 2000 i 2009 r. W 2009 ukazał się w języku polskim wybór poezji Ko-Una pt.: Raptem deszcz (Wydawnictwo Znak, 2009, ISBN 978-83-240-1266-4). W 2012 roku ukazał się zbiór Maninbo. Dziesięć tysięcy istnień  w tłumaczeniu Mieczysława Godynia i Adama Szostkiewicza (Znak, ISBN 978-83-240-2147-5).